# Keigo Kimura (réalisateur)
Keigo Kimura (木村恵吾, Kimura Keigo), né le 13 juin 1903 et mort le 20 janvier 1986, est un réalisateur et scénariste japonais.

## Filmographie sélective

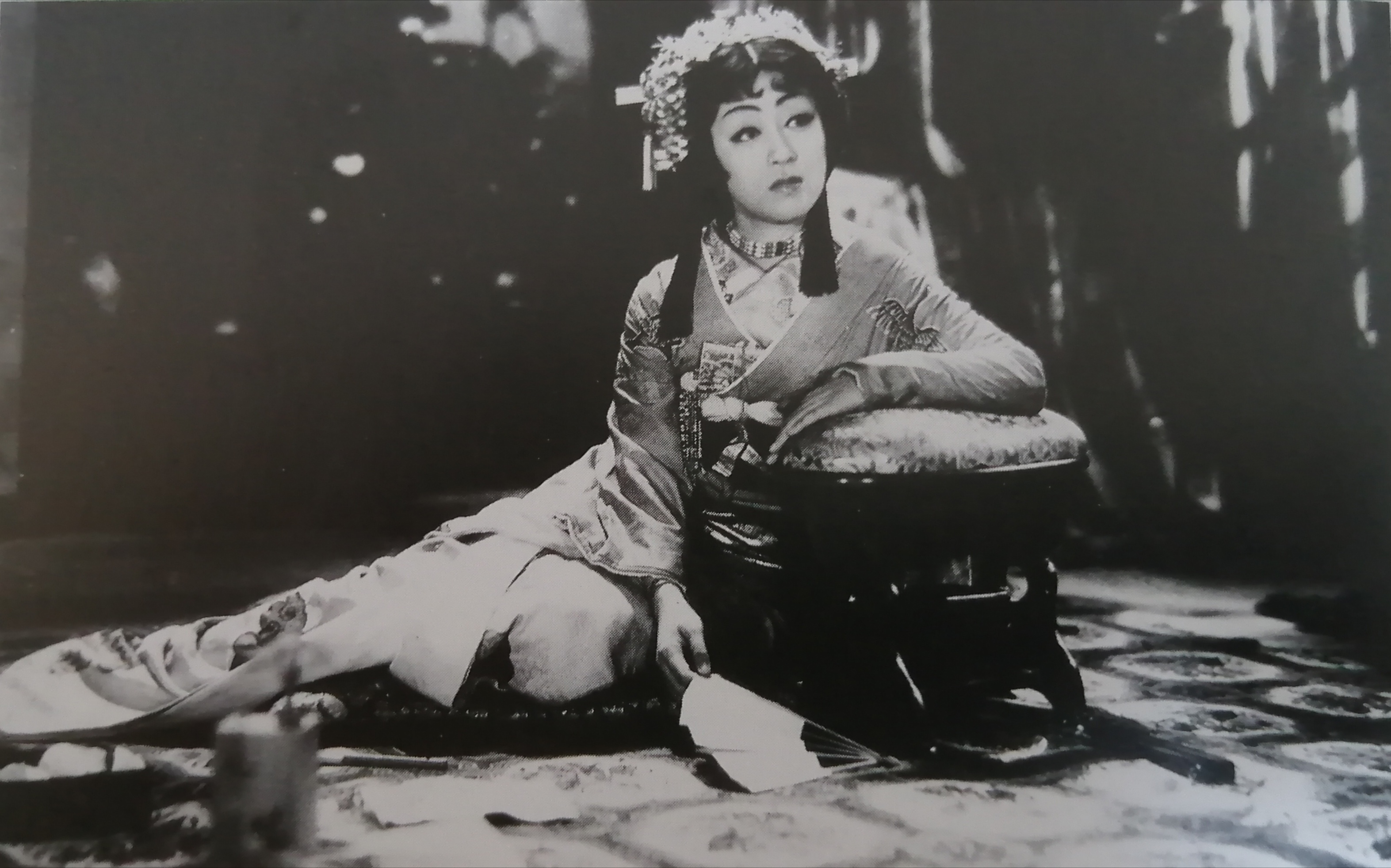
Hiroko Takayama dans Tanuki goten (1939).

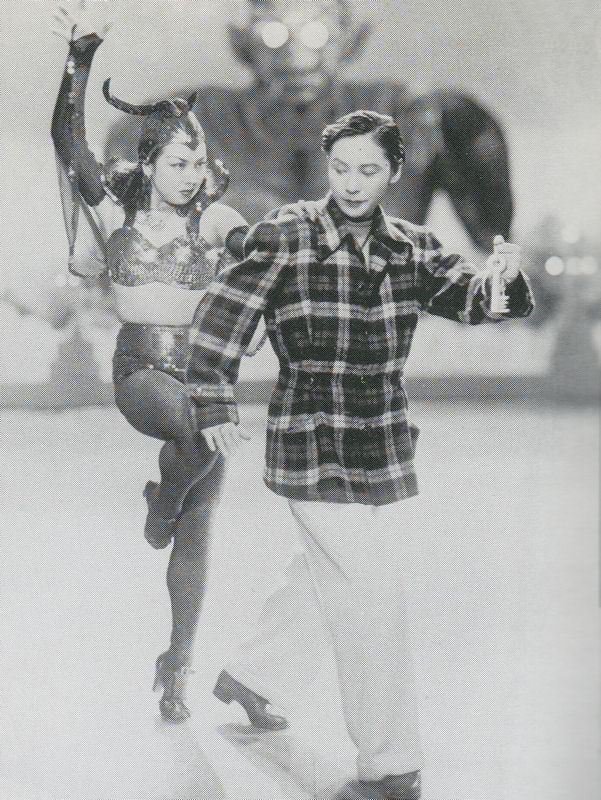
Machiko Kyō et Takiko Mizunoe dans Hanakurabe tanuki goten (1949).

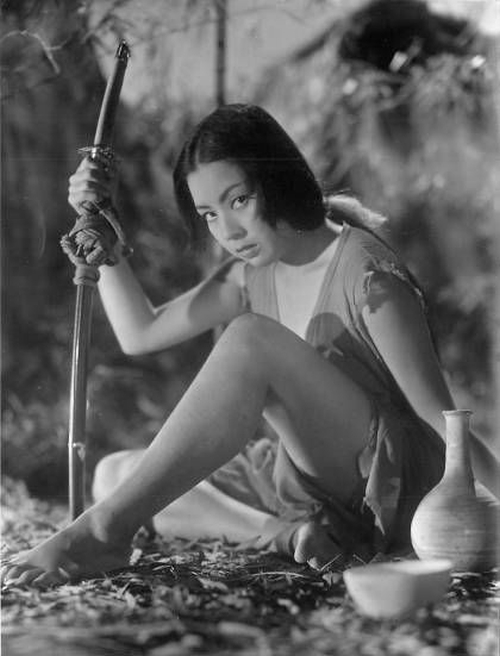
Machiko Kyō dans La Belle et le Voleur (1952).

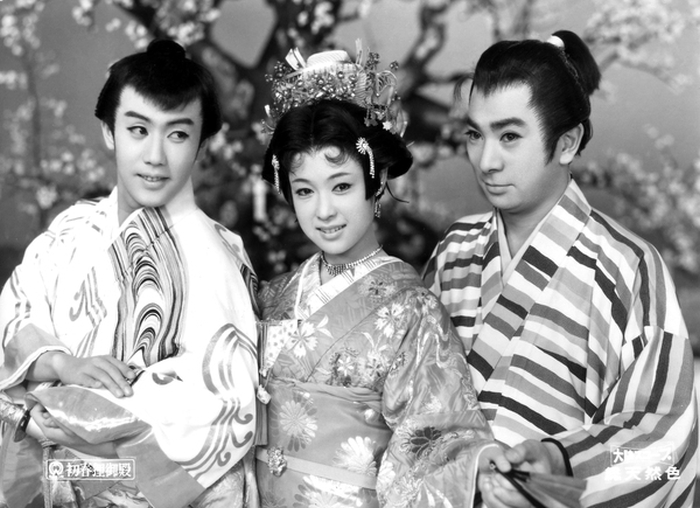
Raizō Ichikawa, Ayako Wakao et Shintarō Katsu dans La Princesse enchantée (1959).

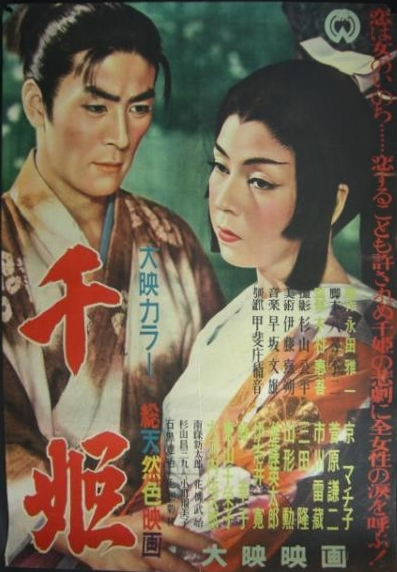
Affiche de La Princesse Sen (1954).

### Années 1930
- 1930 : Yajū gun (野獣群?)
- 1932 : Hototogisu (不如帰?)
- 1932 : Byakuren (白蓮?)
- 1933 : Machi no aozora (街の青空?)
- 1933 : Hazama Kan'ichi (間貫一?)
- 1934 : Bokujō no kyōdai (牧場の兄弟?)
- 1937 : Samurai ondo (さむらひ音頭?)
- 1939 : Tanuki goten (狸御殿?)

### Années 1940
- 1940 : Kokusen'ya kassen (国姓爺合戦?)
- 1942 : Utau tanuki goten (歌ふ狸御殿?)
- 1946 : Taki no shiraito (瀧の白糸?)
- 1947 : Sabakareru aijō (裁かれる愛情?)
- 1948 : Yoru no mon (夜の門?)
- 1948 : Kōfuku no genkai (幸福の限界?)
- 1949 : Hanakurabe tanuki goten (花くらべ狸御殿?)
- 1949 : Un amour insensé (痴人の愛, Chijin no ai?)
- 1949 : Hebihime dōchū (蛇姫道中?) coréalisé avec Santarō Marune

### Années 1950
- 1950 : Zoku Hebihime dōchū (続蛇姫道中?) coréalisé avec Santarō Marune
- 1950 : Asakusa no hada (浅草の肌?)
- 1950 : Shojohō (処女峰?)
- 1951 : L'Enchanteresse (牝犬, Mesu inu?)
- 1951 : La Vie d'un marchand de chevaux (馬喰一代, Bakurō ichidai?)
- 1952 : La Belle et le Voleur (美女と盗賊, Bijo to tozoku?)
- 1952 : Sekishun (惜春?)
- 1954 : Shinzō yaburi no oka (心臓破りの丘?)
- 1954 : Kokoro no nichigetsu (心の日月?)
- 1954 : Aizen katsura (愛染かつら?)
- 1954 : La Princesse Sen (千姫, Sen-hime?)
- 1956 : Niizuma no negoto (新妻の寝ごと?) (court-métrage)
- 1956 : Hanayome no tameiki (花嫁のため息?)
- 1956 : Yaneura no onnatachi (屋根裏の女たち?)
- 1956 : Tsuki no kōdōkan (月の紘道館?)
- 1956 : Yonimo omoshiroi otoko no isshō : Katsura Harudanji (世にも面白い男の一生 桂春団治?)
- 1956 : Oshidori no mon (おしどりの間?)
- 1957 : Sono yoru no himegoto (その夜のひめごと?)
- 1958 : Noraneko (野良猫?)
- 1959 : Fubuki to tomo ni kieyukinu (吹雪と共に消えゆきぬ?)
- 1959 : La Princesse enchantée (初春狸御殿, Hatsuharu tanuki goten?)
- 1959 : Utamaro, peintre de femmes (歌麿をめぐる五人の女, Utamaro wo meguru gonin no onna?)

### Années 1960
- 1960 : Un amour insensé (痴人の愛, Chijin no ai?)
- 1960 : Oden jigoku (お伝地獄?)
- 1961 : Onna no tsurihashi (女のつり橋?)
- 1962 : Aru kankei (ある関係?)
- 1962 : Eriko (江梨子?)
- 1962 : Yacchaba no onna (やっちゃ場の女?)
- 1962 : Le Journal d'un vieux fou (瘋癲老人日記, Fūten rōjin nikki?)
- 1964 : Onsen joi (温泉女医?)
- 1964 : Geisha gakkō (芸者学校?)
- 1965 : Mamiana-chō zero-banchi (狸穴町０番地?)

## Distinction
Son film La Princesse Sen est sélectionné en compétition au festival de Cannes 1955.